# 內姆萊斯冰川
內姆萊斯冰川（英語：Nameless Glacier），是南極洲的冰川，位於維多利亞地的彭內爾海岸，處於紐恩斯冰川以北3.7公里，最終注入普羅特克申灣，現時由南極條約體系管理。